# Iglesia de Santa María de la Asunción (Dueñas)
La iglesia de Santa María de la Asunción es un templo de culto católico ubicado en la Plaza de la Paz de la localidad palentina de Dueñas (España). Forma parte, por tanto, del conjunto histórico-artístico que conforma su casco histórico, título que ostenta desde 1967, gozando de una protección integral. 
Se empezó a construir a finales del siglo XII, por lo que responde a un estilo de transición del románico al gótico, constituyendo su interior un magnífico ejemplo de lo que ha venido a denominarse como tardorrománico o protogótico de tradición cisterciense.
Se encuentra bajo la advocación de la Asunción de María, cuya festividad se celebra el 15 de agosto. Ha sido la parroquia histórica de la localidad y sigue ejerciendo como tal, compartiendo culto desde el 7 de diciembre de 2015 con la capilla gótica del antiguo Hospital de Santiago. 
Históricamente, la diócesis palentina se encontraba dividida en cuatro grandes arcedianatos (Carrión, Campos, Cerrato y Alcor), perteneciendo Dueñas a este último, al Alcor. Se convirtió, además, en cabeza de uno de sus arciprestazgos, formado por las localidades de Montealegre de Campos, Villalba de los Alcores, Autilla del Pino, Paradilla del Monte, Valoria del Alcor, Trigueros del Valle, Quintanilla de Trigueros, Santa Cecilia del Alcor, Cubillas de Santa Marta, Corcos del Valle o Palazuelos. En la actualidad, forma parte de la diócesis de Palencia y del arciprestazgo del Cerrato.
La arquitectura monumental de esta iglesia y, en especial, la riqueza artística que atesora en su interior la convierte en uno de los conjuntos monumentales más importantes de la región, con tallas de gran calidad e importancia, obra de artistas como Gregorio Fernández o Diego de Siloé, donde cabe destacar el conjunto que constituye su altar mayor, formado por un magnífico retablo mayor de estilo hispano-flamenco, una original sillería de coro y el panteón de los condes de Buendía.

## Historia de la construcción

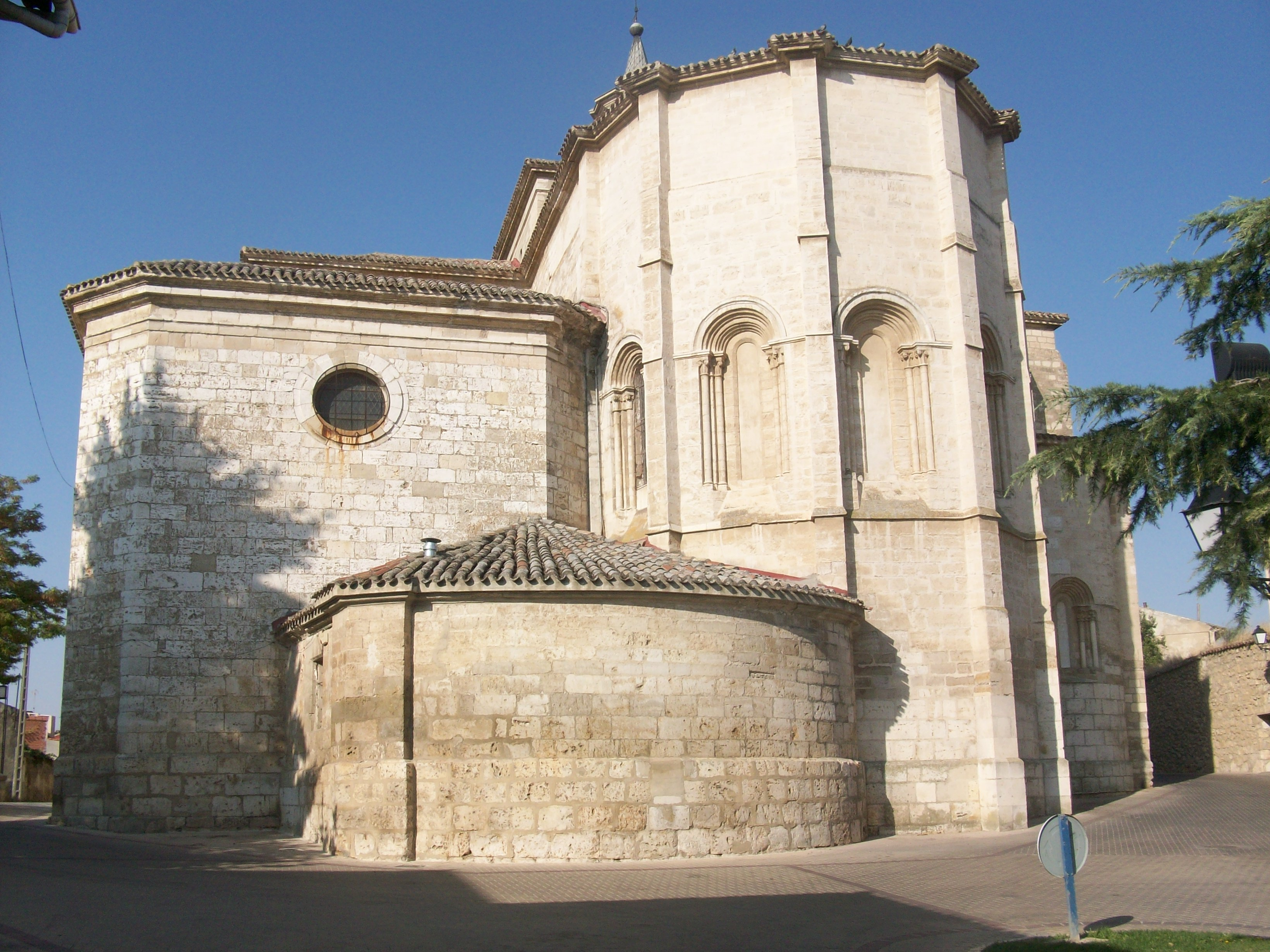
Cabecera de la iglesia, donde se puede observar la pervivencia de elementos románicos en los ábsides central y septentrional

Se trata de una construcción de transición del románico (ábsides lateral y central) al gótico (naves laterales con bóvedas de crucería), estilo que ha venido a denominarse como tardorrománico o proto-gótico, pudiéndose observar paralelismos con la arquitectura cisterciense. Las obras se inician a finales del siglo XII sobre una planta de planificación todavía románica que va a ir adoptando las nuevas soluciones técnicas del gótico (arcos ojivales y bóvedas de crucería), que están penetrando en esos momentos en Castilla procedentes de Francia a través del cercano Camino de Santiago, prolongándose su construcción a lo largo del siglo XIII. 
Sufre importantes reformas sobre todo en los siglos XV y XVI y, así, a la obra inicial, fueron añadiéndose intervenciones propias del gótico flamígero (pórtico), del renacimiento (en especial la torre, herreriana, que sigue las trazas dadas por Alonso de Tolosa en 1585, siendo ejecutadas las obras por Juan de Mazarredonda y Pedro del Río), del barroco (cimborrio) y del neoclasicismo (sacristía).
Cabe destacar su profunda cabecera que se compone de una capilla central con ábside poligonal precedido por un tramo recto. La gran profundidad de este espacio viene determinada por estar reservada a alojar el coro del cabildo, algo atípico en España, pudiéndose establecer paralelismos con el famoso monasterio de las Huelgas Reales de Burgos, o con el cercano monasterio de Santa María de Palazuelos (Corcos de Aguilarejo, Valladolid), construido al mismo tiempo, pues se levantó entre 1216 y 1254. Es precisamente en esta zona, el presbiterio, donde se conservan los vestigios de construcción más antiguos, románicos, concentrados en los ábsides central y septentrional, que cuentan con ventanales con arcos de medio punto y bóveda de horno o de cuarto de esfera.

### Problemas estructurales
Al tratarse de una construcción realizada en una fase muy inicial del gótico, presenta importantes problemas estructurales desde un primer momento de construcción, tales como la falta de altura en las naves laterales para contrarrestar el empuje de las bóvedas de la nave central, falta de sección en las columnas centrales para resistir las presiones de las bóvedas o deficiente cimentación por no haberse llegado al firme en casi la totalidad de los muros. En especial, todas estas deficiencias han hecho que se haya visto afectada por el giro de las hojas del muro sur hacia el exterior, pudiéndose observar actualmente su inclinación a simple vista. Situación que tradicionalmente se habían achacado al Terremoto de Lisboa (1755), pero que en realidad deriva de esos problemas estructurales. Para solucionarlo, se reforzaron los seis pilares centrales, octogonales, formados por columnas adosadas y capiteles figurados, actualmente ocultos por el refuerzo. 
A pesar de las diferentes actuaciones, los importantes problemas estructurales del muro sur no se consiguieron solucionar convenientemente, por lo que se ha tenido que intervenir de nuevo en 2001-2003. En este caso, se llevó a cabo un realce de la cimentación en toda la fachada sur, inyectando hormigón a presión a lo largo del muro con el objetivo de frenar tanto el movimiento del muro de separación de naves como la apertura de la nave central. Asimismo, se aprovechó dicha intervención, en la que el templo permaneció cerrado, para restaurar las cubiertas de las naves laterales y descubrir la piedra original de las naves laterales y el presbiterio, que había sido totalmente enfoscada de yeso tras el incendio de 1948. 

### Incendio
El día 7 de Diciembre de 1948 resplandores siniestros iluminaron la ciudad de Dueñas. Su magnífico templo parroquial ardía presa de las llamas, y el vecindario apenadísimo acudió a extinguir el incendio, logrando focalizarlo poco a poco, hasta su extinción (Palabras del abad de San Isidro, Buenaventura Ramos Caballero, en el Diario Palentino de 9 de octubre de 1951).

Fue sometida a una importante intervención y restauración entre 1948 y 1951 a causa de un incendio que tuvo lugar la noche del 7 de diciembre de 1948, víspera de la Inmaculada Concepción. En este caso, el templo estuvo cerrado durante tres años, hasta octubre de 1951, haciendo coincidir su reinauguración con la celebración del V Centenario del Nacimiento de Isabel la Católica. Las obras fueron dirigidas por el arquitecto diocesano Antonio Font de Bedoya y se acometieron obras de gran calado con el objeto de solucionar los problemas estructurales de los que, como ya hemos apuntado, adolecía la fábrica de la iglesia. Según el propio arquitecto: 

En lo sucesivo, debe la ciudad de Dueñas reconocer con mayor fervor como su protectora a Nuestra Señora de la O, su patrona, ya que de no haber dado la circunstancia del incendio de su altar que tanto deterioró su iglesia parroquial, no se hubiera percatado la ciudad del estado de ruina en que se encontraba su principal templo (Diario Palentino de 9 de octubre de 1951).

Asimismo, tras el incendio y debido a las directrices del Concilio Vaticano II (1962-1965), se desmontaron numerosos altares y retablos que se encontraban distribuidos por las columnas y muros del templo, así como los púlpitos y la rejería que cerraba el altar mayor. En la documentación histórica se habla de la existencia de altares como el de la Resurrección, “que antiguamente era del señor San Sebastián”, mandado realizar por el bachiller Diego Rodríguez de Vertavillo, preste en la iglesia y racionero en la catedral de Salamanca; el altar dedicado a Santa Catalina, mandado realizar por el bachiller Alonso Martínez de San Isidro o el altar de San Francisco, mandado realizar por Juan Pastor. Otros altares mencionados, hoy desaparecidos, son los de la Piedad, San Miguel, Santa Ana, San Gregorio, San Antonio, San Antolín, San Bartolomé, San Nicolás o la Magdalena. Hubo también un retablo dedicado a San Pedro, proveniente quizás de la ermita dedicada a este santo, del que tan sólo se conserva hoy -en el baptisterio- la talla principal del conjunto, de gran envergadura. 

### Intervenciones recientes
Tras la importante intervención realizada en 2001-2003, no se acometieron obras de importante calado hasta que se restauró por completo el retablo mayor en 2009-2010, tratando diversas patologías y recuperando la policromía original del siglo XVI, ya que se encontraba oculta por varias capas de repintes. En 2012, se ha implantado un sistema electroestático en la torre para evitar el anidamiento de aves y cigüeñas, así como su acceso al interior a través de la instalación de mallas de polietileno en los ventanales de la misma. Por último, en 2022, se ha intervenido en el tejado, especialmente en la cúpula del crucero, y en la limpieza y aparejo de los paramentos exteriores.

## Cabildo parroquial

### Estructura y funcionamiento

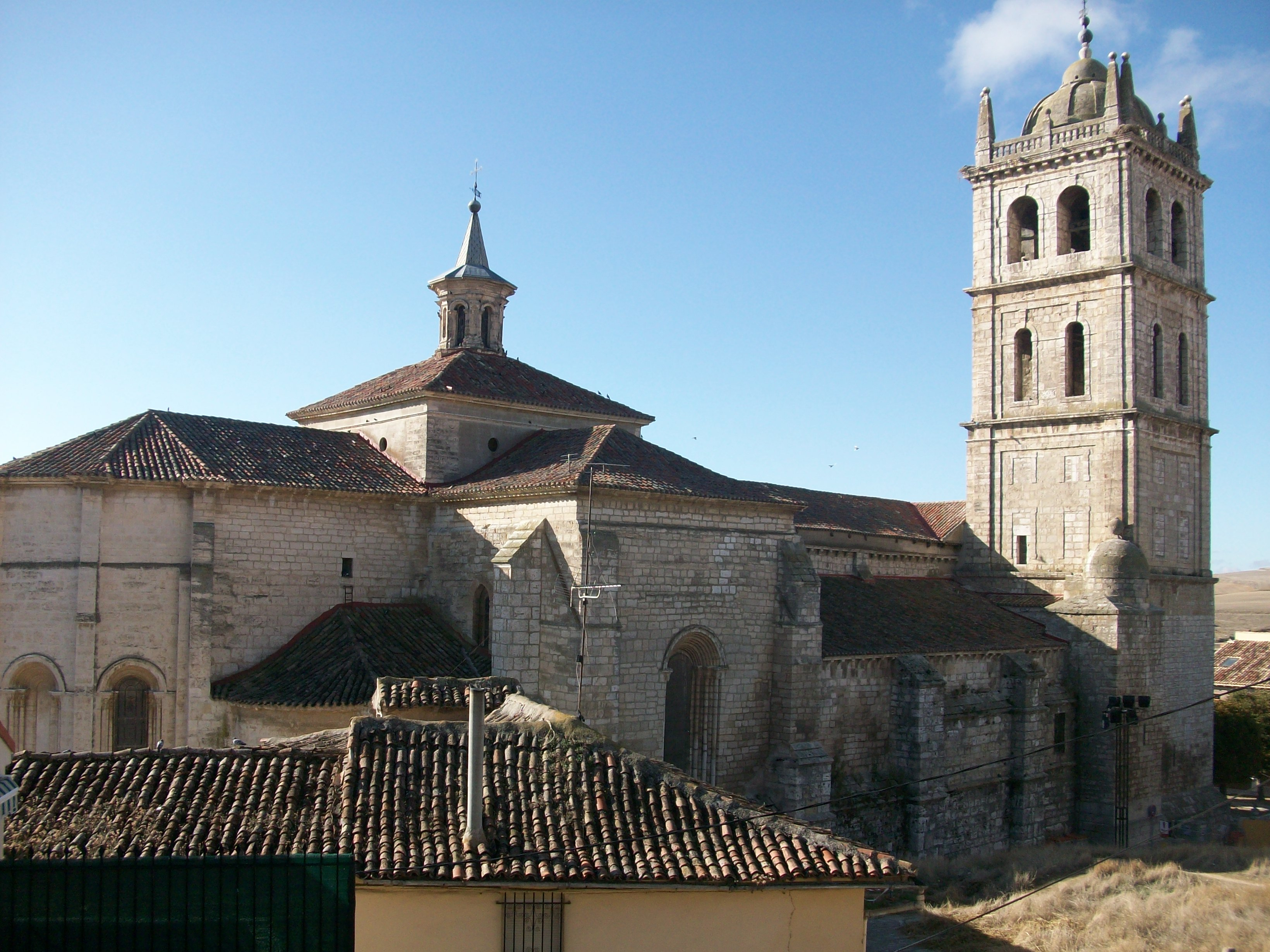
Vista general

Debido al peso histórico de Dueñas, su iglesia principal contó con un importante cabildo parroquial formado por 12 beneficiados de preste, 4 diáconos, 3 subdiáconos y 8 graderos (es decir, aquellos que sólo habían recibido las órdenes menores). De los doce presbíteros, sólo tres de ellos ostentaban el curato, esto es, la cura de almas o cura animarum y, por tanto, eran los únicos autorizados para administrar los santos sacramentos. La ostentación de dichos curatos parece ser que se turnaba anualmente entre dichos presbíteros. Este nutrido cabildo se encargaba de oficiar todos los oficios divinos y el sinfín de misas, memorias y aniversarios sufragados por los fieles para la salvación de sus almas. 
La obtención de un beneficio o prebenda quedó regulada por las sinodales de cada diócesis, en base al derecho canónico. En Palencia se estableció que la elección de las prebendas o beneficios recayera en los propios obispos (o sus delegados) y se otorgaban a través de un concurso-oposición que suponía la realización de un examen donde, por lo general, se había de demostrar una serie de conocimientos, así como el análisis de algún texto teológico o canónico. Entre los requisitos exigidos para acceder a un beneficio eclesiástico se encontraban poseer la patrimonialidad (es decir, ser natural de la localidad), tener la edad mínima necesaria (14 para las órdenes menores, 22 para subdiácono, 23 para diácono y 25 para preste) y hallarse libre de todo impedimento canónico.

### Relación con la comunidad de San Agustín

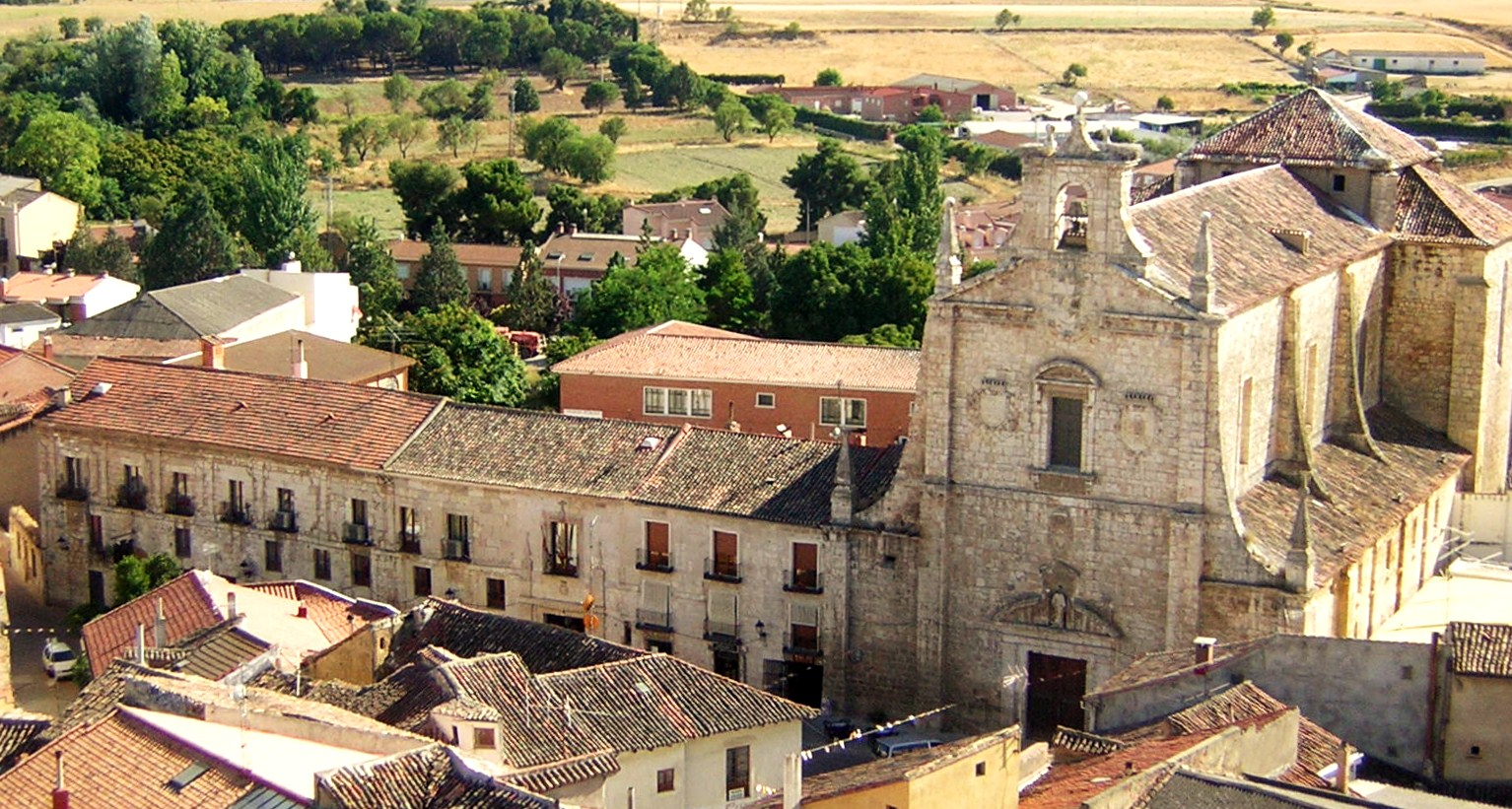
Panorámica del antiguo convento de San Agustín

La historia del cabildo parroquial de Dueñas estuvo marcada por el continuo enfrentamiento con la comunidad eclesiástica del convento de San Agustín, en especial debido a cuestiones como el derecho de entierro de los feligreses y el cobro de los diezmos. Posteriormente, se sumarían nuevos conflictos en relación con la construcción del convento a intramuros de la localidad a finales del siglo XIV y principios del siglo XV, pues -hasta la destrucción del convento primitivo durante la guerra civil castellana (1351-1369) entre Pedro I y Enrique II- se encontraba situado a extramuros, junto al Camino Real de Valladolid. Todo ello dio lugar a que ambas comunidades firmaran una primera concordia o concordia antigua el 12 de abril de 1359. En dicha concordia, a cambio de una serie de propiedades, el cabildo parroquial reconocía al convento ciertos derechos en relación con los entierros y los diezmos. 
Pese a ello, las fricciones no tardaron en volver a surgir, lo que llevó al convento a solicitar la intercesión de los tribunales eclesiásticos. En 1407, por bula del Papa Benedicto XIII se nombraba como juez conservador en este caso al abad de Sahagún pero, dos años después, en 1409, se llegó a dictar una sentencia arbitral por parte del abad de Husillos y el prior del convento de San Agustín de Valladolid (confirmada posteriormente tanto por el obispo de Palencia como por el abad de la colegiata de Valladolid). Esta sentencia, considerada como una segunda concordia, fue apelada por el cabildo parroquial ante la Santa Sede, quien otorgó poder al auditor de las causas del palacio apostólico para revisar dicha sentencia, quien la confirmó, siendo ratificada de nuevo por el abad de Santa Leocadia (Toledo), tras una nueva apelación. Pese a estas sentencias, el cabildo no aceptó la resolución papal y el convento volvió a apelar al Papa Eugenio IV, quien expidió una nueva bula a favor del monasterio en 1442.
Vemos, por tanto, que los enfrentamientos fueron constantes y se extendieron a lo largo de toda su historia, entablándose un nuevo -y prolongado- pleito entre ambas comunidades a finales del siglo XV, en 1482. Y así, por ejemplo, el fallecimiento del V condestable de Castilla a su paso por la villa en 1585, produjo un nuevo enfrentamiento, ya que el cuerpo se depositó temporalmente en el convento, pero el cabildo exigía trasladarlo a la iglesia. Todavía a finales del siglo XVIII, a raíz del Breve de Pío VI de 8 de enero de 1796 por el que se derogaban todas las exenciones de diezmos, estalló de nuevo el conflicto debido a que San Agustín, pese a todo, alegaba que se había de respetar su exención de diezmar con base en aquella antigua concordia de 1359, ya que se trataba de un título oneroso entre ambas comunidades.
En el transcurso de este pleito se produjo, además, un interesante debate sobre si la iglesia parroquial llegó a ostentar en la Edad Media el rango colegial, pues es cierto que en la documentación de los siglo XIV y XV aparece la figura de un abad y, en ocasiones, se la designa como colegiata. Sin embargo, es una cuestión que todavía está por dilucidar, aunque esta posibilidad nunca se ha contemplado por la historiografía específica sobre este tema, pues, de haber existido, se perdió por completo en el siglo XV.

## Imaginería
La arquitectura monumental de esta iglesia y, en especial, la riqueza artística que atesora en su interior la convierte en uno de los conjuntos monumentales más importantes de la región, con tallas de gran calidad e importancia, obra de artistas como Gregorio Fernández o Diego de Siloé, donde cabe destacar el conjunto que constituye su altar mayor, formado por un magnífico retablo mayor de estilo hispano-flamenco, una original sillería de coro y el panteón de los condes de Buendía.

### Altar Mayor

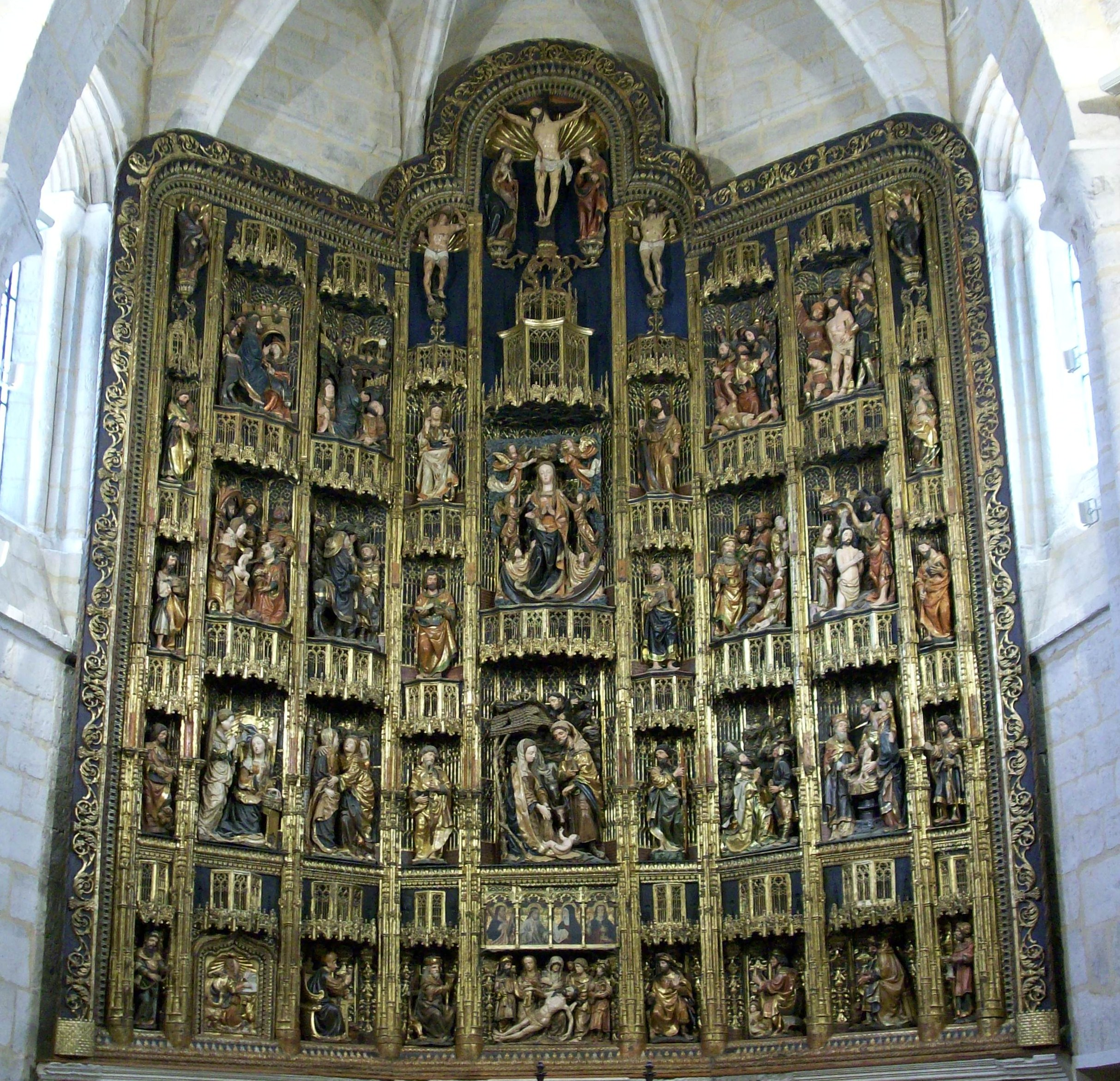
Retablo Mayor

El altar mayor, discutido patronato de los Acuña, está formado por un ábside poligonal precedido por un tramo recto. La gran profundidad de este espacio viene determinada por estar reservada a alojar el coro del cabildo, algo atípico en España. Custodia, así, el conjunto monumental más importante que atesora el templo, formado por el retablo mayor, la sillería del coro y el panteón de los condes de Buendía.

#### Panteón condal
Los condes de Buendía, señores de Dueñas desde 1439, decidieron convertir el altar mayor de esta iglesia en el panteón familiar. Existe constancia documental de que todos los titulares del condado de la familia Acuña fueron enterrados en el altar mayor junto con algunas de sus mujeres. Sin embargo, de la cripta histórica, construida en el siglo XVI, nada se conserva y sólo sobreviven cuatro sepulcros pertenecientes a los siglos XV y XVI situados a cierta altura, unos cinco metros, en los muros laterales del ábside. En el lado del evangelio aparecen dos sepulcros con las esculturas orantes de Pedro (fallecido en 1482) y Fadrique (1558), primer y quinto conde respectivamente, que ejemplifican la evolución estilística y artística  que se produjo entre finales del siglo XV -gótico- y mediados del XVI -renacimiento-. El sepulcro de Pedro Vázquez de Acuña se constituye como uno de los primeros ejemplos de esta nueva tipología escultórica funeraria con figura orante, en sustitución de la tradicional escultura yacente predominante hasta entonces; mientas que el de Fadrique de Acuña fue realizado por Manuel Álvarez entre 1558 y 1560. En realidad, éste se construyó a modo de cenotafio para cerrar el conjunto funerario: “más para ornato a la capilla que para otra cosa”, ya que el conde se mandó enterrar en una cripta que mandó construir en el altar, debajo del coro, a través de su testamento, y que finalmente ejecutó su hijo y sucesor, Juan de Acuña y Acuña, donde también se mandó enterrar. 
Frente a estos, en el lado de la Epístola, aparecen los sepulcros de Lope Vázquez de Acuña, II conde de Buendía (1489), y su mujer Inés Enríquez de Quiñones (1488), hija del almirante de Castilla Fadrique Enríquez, tía de Fernando el Católico, en sendas urnas doradas con los blasones familiares y rodeadas de una profusa decoración geométrica y vegetal, excelentes ejemplos del gótico mudéjar. 
Actualmente, bajo el altar, se conserva una cripta moderna, realizada tras el incendio de 1948, donde fueron enterrados el principal promotor de su restauración: Federico Mayo Gayarre (1894-1954), junto a su suegro, Antonio Monedero Martín (1872-1940), y las mujeres de ambos, Ana Monedero Schlesser (1905-1992) y Magdalena Schlesser Charón (aunque éstas sin epitafio). Para ello recibieron la autorización necesaria, gracias a que los fondos de la importante restauración provenían del Instituto Nacional de la Vivienda, del que Federico Mayo era director general desde su fundación en 1939.

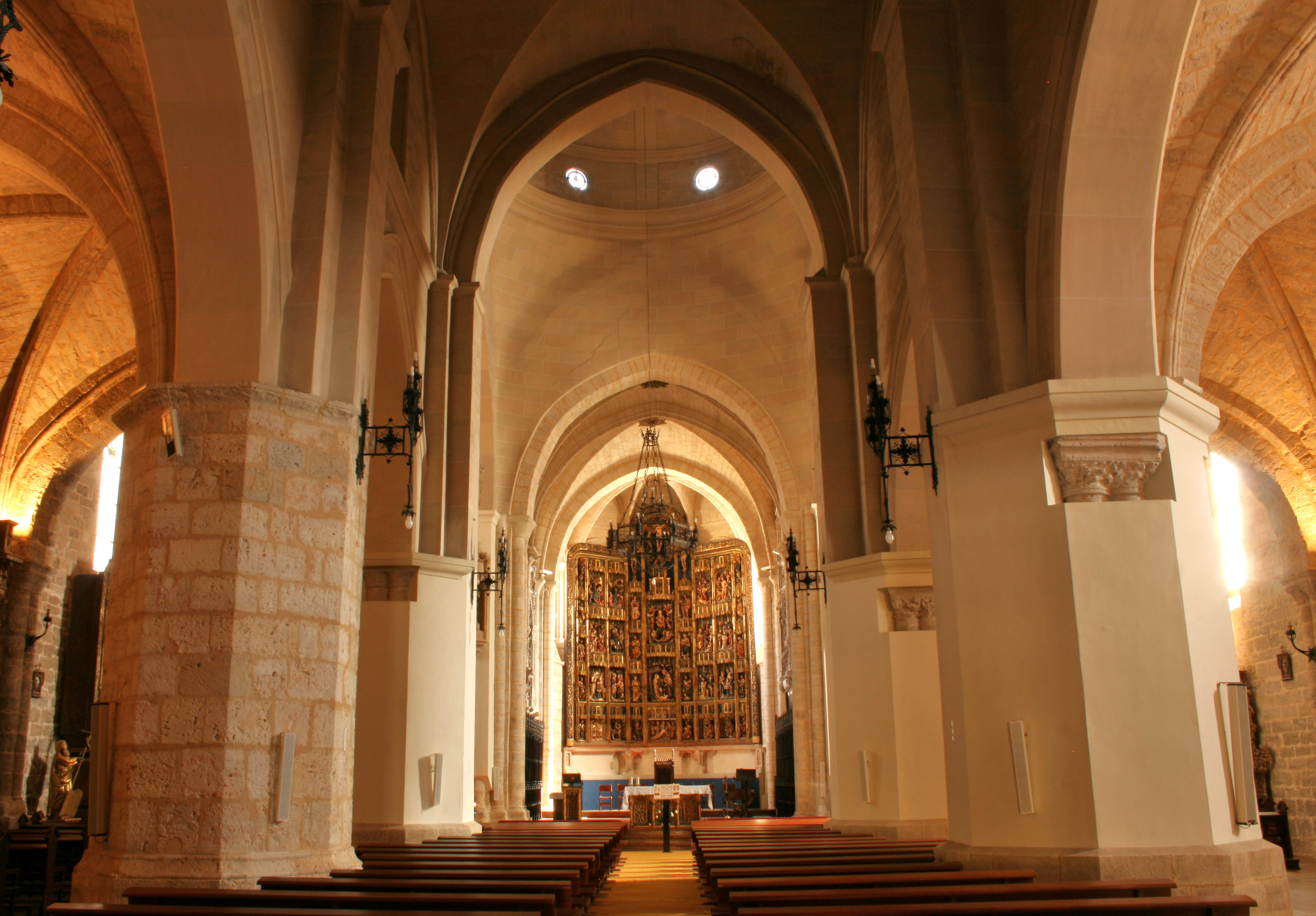
Interior

#### Retablo mayor
El 'retablo mayor' es una obra de estilo hispano-flamenco construido entre 1510 y 1518 por el maestro Antonio de Malinas, Giralte de Bruselas y los entalladores Pedro Manso y Alonso de Ampudia. Presenta escenas en madera policromada de la vida de Cristo que marca el tránsito entre el gótico final y el Renacimiento, siendo considerado una obra maestra de la escultura castellana de este momento. Asimismo, en 2018 se recuperó un antiguo 'tabernáculo' renacentista del siglo XVI, que se encontraba desmontado y olvidado. Realizado para la iglesia parroquial, en el siglo XIX fue sustituido por otro, por lo que fue reclamado por los monjes de San Agustín, donde -tras su desamortización- quedó abandonado. Tras una minuciosa restauración, ha sido restituido a su lugar original, presidiendo el altar mayor.

#### Sillería de coro
También posee especial interés, por su rareza, la sillería de coro, datada hacia 1500, en la que se combinan las tracerías góticas y los temas de salvajes, se piensa que relacionados con los nuevos descubrimientos, representando figuras mitad humanas, mitad monstruos, con garras y colas, vestidos como salvajes (ropajes y coronas vegetales), y que aparecen entre un follaje atípico de la zona en el que, incluso, aparecen piñas, características de un clima tropical. No se trata, por tanto, de una decoración de temática religiosa, como es habitual, sino que aparecen incluso figuras mitológicas como un centauro o una sirena. Posiblemente son restos de dos sillerías diferentes, una de finales del XV y otra de comienzos del XVI.

### Nave del Evangelio

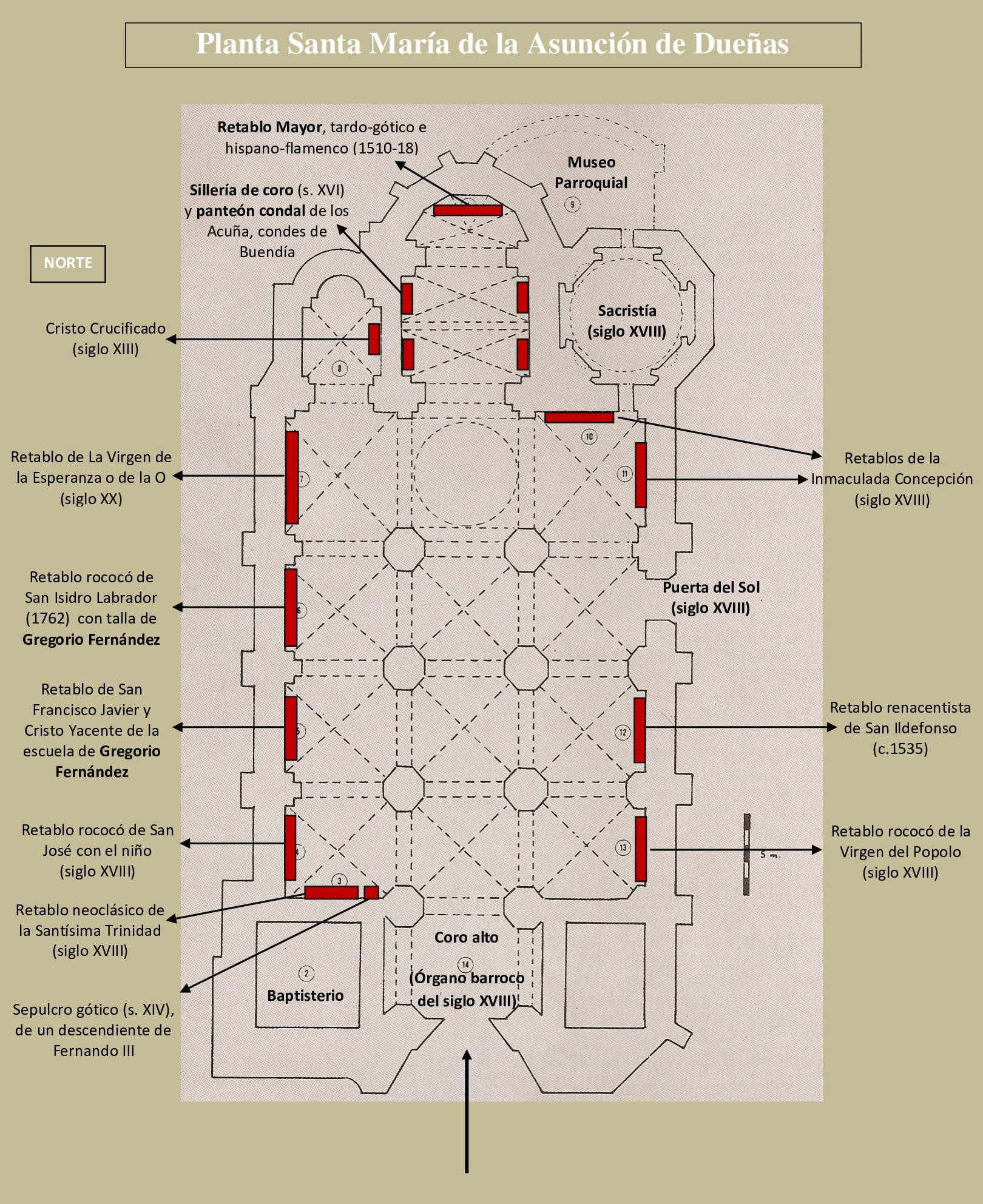
Planta de la iglesia de Santa María de la Asunción de Dueñas con la ubicación de todos los retablos y altares

Al carecer de capillas, por los muros del templo se distribuyen obras de gran calidad artística. En el lado del Evangelio se encuentran los retablos y altares de:
- La Santísima Trinidad, dedicado a la Orden Trinitaria, destaca la pintura central que pertenece a la escuela madrileña del siglo XVII y representa el Misterio de la Trinidad en sus tres figuras: Padre, Hijo y Espíritu Santo. Junto a la puerta del sagrario (desaparecida) aparecen dos pinturas que representan la Oración en el Huerto y la Resurrección de Cirsto. En el ático aparece una pintura del santo trinitario San Simón de Rojas (28 de septiembre) en su representación más habitual, junto a la Virgen María y la inscripción "Ave María". Sobre el retablo se conserva también un lienzo en el que está representado el martirio del 'Beato Pedro de Dueñas', natural de Bujalance (Córdoba), hijo de Alonso de Dueñas e Isabel Sebastián. Profesó como fraile franciscano en el monasterio de San Francisco del Monte (en Adamuz), hoy en ruinas enclavado en pleno corazón de Sierra Morena, desde donde partió a predicar a Granada junto su mentor, Juan de Cetina. Debido a sus prédicas, ambos fueron degollados por el propio sultán, Mohamed Abenbalba o Muhhammed VII, el 19 de mayo de 1397, frente a las puertas de la mezquita. Ante las propuestas del sultán para perdonarle la vida, fray Pedro habría contestado: "Admito por más conveniente a mi alma, padecer la muerte que tú dices, que aceptar las ofertas que me ofreces". En la ciudad nazarí se conserva una columna conmemorativa de su martirio en el atrio de la iglesia de Santa María de la Alhambra, realizada en 1610, construyéndose también en su honor, por orden de los Reyes Católicos, una ermita sobre la que actualmente se levanta la iglesia de San Gregorio Bético, en el Albaicín.

- San José con el niño, barroco del siglo XVIII con una hornacina central ocupada por una talla de madera policromada de San José con el niño rodeada por las herramientas de carpintero, características del oficio de San José como la escuadra, el martillo, el compás, etc. En la parte superior, aparece otra talla de Santa Bárbara (4 de diciembre) con sus atributos característicos, la palma de mártir y la torre.

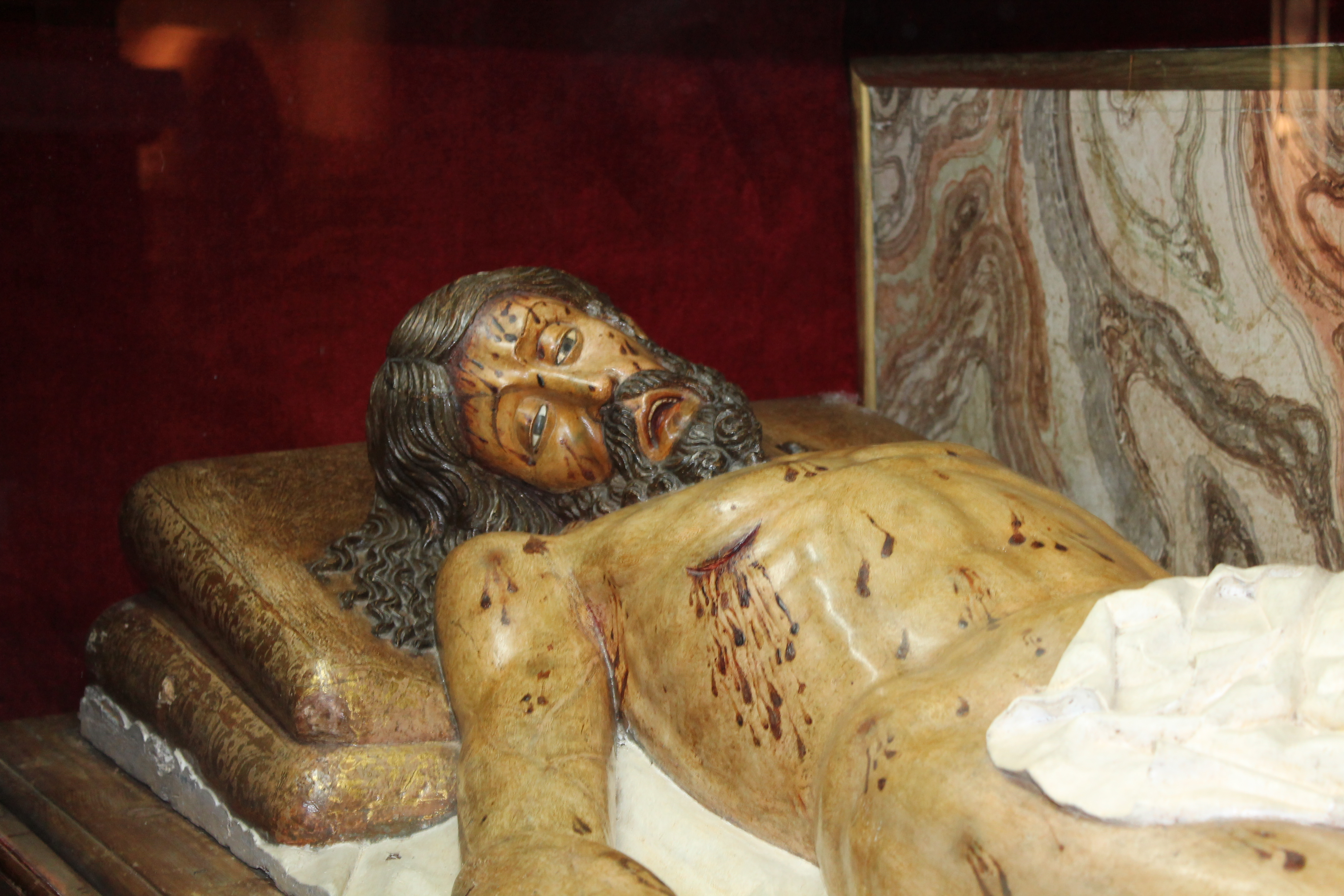
Cristo Yacente de la Escuela de Gregorio Fernández

- San Francisco Javier (3 de diciembre), retablo de estilo barroco en su etapa final, dedicado a este misionero jesuita de origen navarro que vivió en el siglo XVI y fue a predicar al Lejano Oriente. Aparece representado como un peregrino, iconografía poco conocida, con venera y bordón, acompañado de San Antón (17 de enero) y San Blas (3 de febrero). Bajo el retablo, destaca un Cristo Yacente de la escuela de Gregorio Fernández que procesiona el Viernes Santo con la Cofradía del Santo Sepulcro.

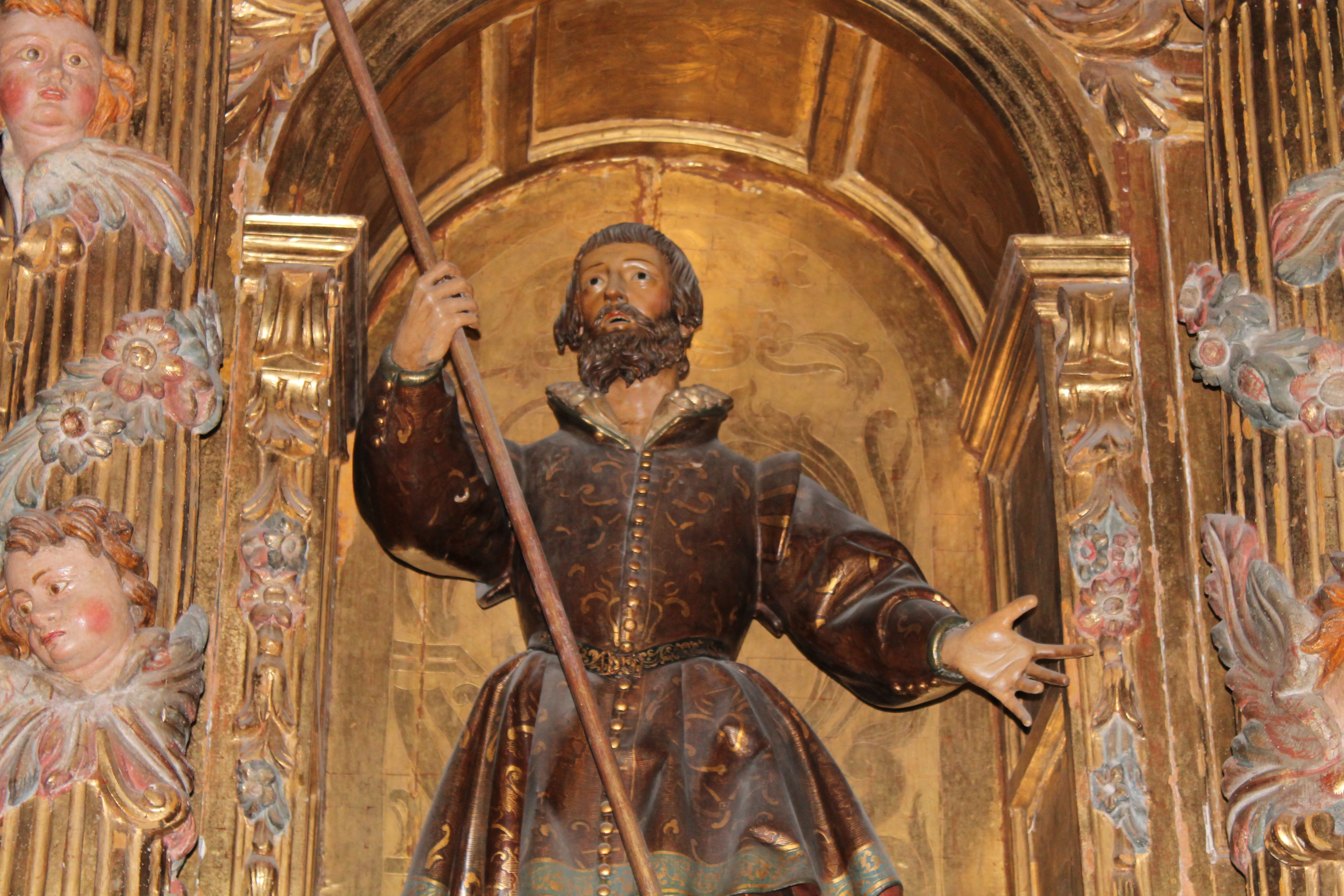
San Isidro, patrón de Dueñas (15 de mayo), de Gregorio Fernández

- San Isidro Labrador, patrón de la localidad, cuya festividad se celebra el 15 de mayo con una romería al cercano Monasterio de San Isidro de Dueñas desde el siglo XVII, por el voto de villa establecido en 1628. Nos encontramos ante un retablo rococó encargado por la cofradía de la Misericordia en 1762. La talla central del santo es anterior (1629) y se atribuye a Gregorio Fernández, siendo policromada por su estrecho colaborador Jerónimo de Calabria. Aparece acompañado por Santa Rita (22 de mayo) y Santa María de la Cabeza (9 de septiembre), mujer del Santo. En el ático, un relieve de la Virgen de la Misericordia, protegiendo con su manto a unos orantes, así como dos relieves con escenas de la vida del santo.

- Virgen de la Esperanza o de la Expectación del Parto, más conocida popularmente como Virgen de la O, patrona de la localidad, cuya festividad se celebra el 18 de diciembre, establecida en el X Concilio de Toledo en el 656 d. C. cuando era obispo San Eugenio III, para lo cual fue trascendental la labor de San Ildefonso, gran devoto de la Virgen María. Se trata de una advocación relacionada con el Adviento, momento en el que la Virgen se encuentra embarazada, justo una semana antes de la Natividad. El retablo actual sustituye al anterior, mandado construir por el obispo Agustín Rubín de Ceballos en el siglo XVIII pero que desapareció en el incendio de 1948. El actual, neogótico, se inauguró en 1951 y las pinturas, de gran calidad, que recuerdan a las tablas de Berruguete, son del pintor palentino Germán Calvo (1910-1995) y representan escenas de la vida de la Virgen: la Anunciación, la Visitación, la Presentación en el Templo y los Desposorios con San José, representándose en el banco a los cuatro profetas mayores (Isaías, Jeremías, Ezequiel y Daniel), con una inscripción en letras góticas que reza: "Los fieles devotos de Nuestra Señora de la O a su excelsa patrona".

#### Sarcófago gótico
Junto al retablo de la Santísima Trinidad ha sido ubicado un sarcófago gótico de principios del siglo XIV que, ateniéndonos a los blasones que orlan la tapa, contiene los restos de un descendiente de la casa real castellana, pues descendería de diversos monarcas como Fernando III el Santo y Alfonso X el Sabio, así como Alfonso III de Portugal, a través de los infantes Juan de Castilla el de Tarifa, Manuel de Castilla y Alfonso de Portugal. Seguramente se trate de un hijo de Juan de Haro el Tuerto y su esposa Isabel de Portugal y Manuel, quienes tuvieron como única hija a María Díaz de Haro, fallecida en 1348, convirtiéndose en la última señora de Vizcaya perteneciente a la casa de Haro, pues contrajo matrimonio con un Lara. Aunque enterrada en el altar mayor de San Francisco de Palencia, quizá su sepulcro pudo ser trasladado a la iglesia de Dueñas tras la reforma acometida en dicha capilla por el obispo de Salamanca, Juan de Castilla, en 1510. 
Juan de Haro, además, había ostentado el señorío de Dueñas, al haber heredado la villa a la muerte de su padre, Juan de Castilla el de Tarifa, en 1319. Éste la había recibido en 1303 por merced de Fernando IV debido a la necesaria compra de lealtades durante su minoría de edad y en compensación por el señorío de Vizcaya, que había sido usurpado a su mujer -otra María Díaz de Haro, X señora de Vizcaya- por parte de su tío Diego López V de Haro, conocido por ello como "El Intruso", hasta su fallecimiento en 1310. Finalmente, tras el asesinato de Juan de Haro en Toro en 1326 por orden de Alfonso XI, Dueñas es recuperada para el patrimonio real. 
Este sepulcro de piedra se completa con una serie de escenas en relieve: en el lateral derecho aparece una única escena que representa un entierro (el del propio difunto), motivo muy extendido en la escultura gótica funeraria, con varias plañideras, clérigos y caballeros en torno a la imagen central (la peor conservada) en la que aparece un ataúd y sobre él parece representarse el ascenso al cielo del alma del difunto, en forma de niño desnudo, por dos ángeles. Por su parte, en el lateral izquierdo, aparecen cuatro escenas separadas por arcos y columnas cuyos capitales imitan hojas de palmera que intentan encuadrar la escena en un marco arquitectónico. Escenas que posiblemente representen escenas de la vida de Cristo. 

#### Baptisterio
A los pies de esta nave nos encontramos también con el baptisterio, situado en el primer cuerpo de la torre campanario, con una pila de estilo lobulado del siglo XVI y decoración de conchas marítimas, símbolo de las aguas del bautismo.  
En origen, este espacio estaba dedicado a la capellanía privada de la familia Villadiego, dedicada a San Ildefonso, fundada por Gaspar Fernández de Villadiego, canónigo en la catedral de Santiago de Compostela, en 1589. En ella se encontraba el retablo renacentista dedicado a este santo de origen toledano, hoy ubicado en la nave de la epístola. Actualmente, se conserva una talla de bulto de San Pedro seguramente procedente de un antiguo retablo, desmontado en el siglo XX debido a su mal estado de conservación, así como diversos cuadros: dos barrocos, uno dedicado a San Pedro arrepentido (o lágrimas de San Pedro) y un llanto sobre Cristo muerto, así como dos pequeños cuadros de carácter más doméstico, un San Juan Bautista y una Divina Pastora. 

#### Capilla absidial

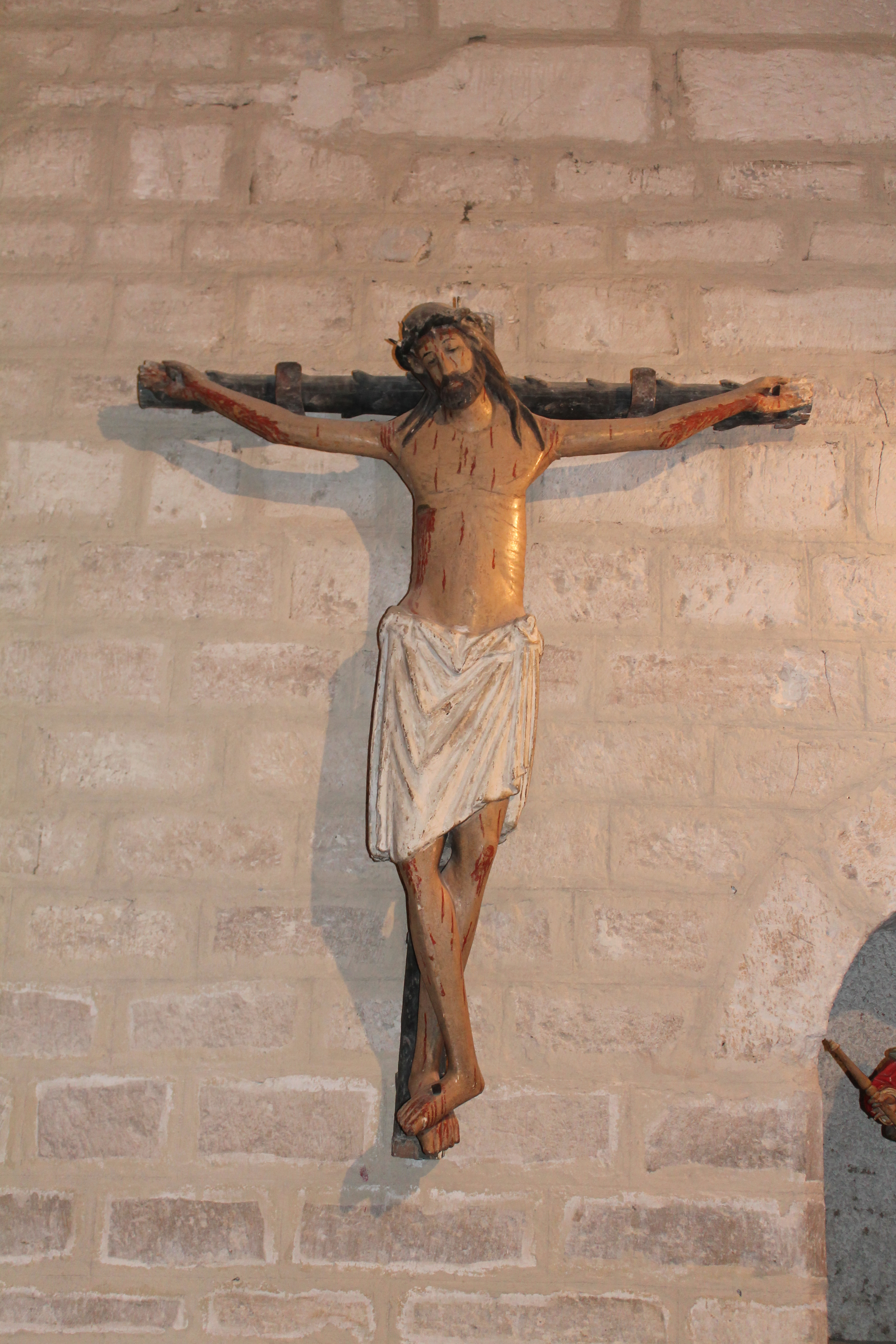
Cristo Crucificado

Por último, la capilla absidial de esta nave es el espacio más antiguo que se conserva, románico, con bóveda de horno y ventanal con arco de medio punto cegado en alabastro. En esta capilla, destinada actualmente a albergar el Santísimo, esto es, el sagrario, se conserva también la talla más antigua de las que posee la iglesia, la única del momento de construcción de la misma, un Cristo crucificado del siglo XIII que, al igual que la iglesia, es transición románico-gótico. Venerado como Santo Cristo de las Ánimas, estaba a cargo de la cofradía de las Benditas Ánimas. En el siglo XVII, Alonso Pérez Cantarero (1585-1659), nacido en la localidad y secretario de los consejos de Italia, Guerra y Estado durante el reinado de Felipe IV, ordena la construcción en esta capilla de una cripta para su enterramiento, que actualmente no se conserva. Este espacio le fue cedido debido a las numerosas mercedes que había logrado para la iglesia y villa de Dueñas por decisión del cabildo parroquial de 2 de abril de 1658 y licencia del obispo de Palencia, Antonio de Estrada Manrique, de 12 de abril. La cripta fue construida ese mismo año por los maestros de cantería Lucas Serrera y Juan de Herrera, naturales del lugar de Grajano, siendo enterrado al año siguiente junto a sus esposas, Anastasia Delgadillo y Ana Inés de la Fuente.  
Desde 2018, tras su restauración para la exposición de Las Edades del Hombre celebradas en Aguilar de Campoo, fue trasladado a esta capilla desde el baptisterio, el cuadro conocido como "Itinerario Místico" o "Escalera Mística", anónimo del siglo XVII que refleja la concepción del mundo durante la Edad Media y la Moderna, en el que aparecen representados el mundo sublunar, las esferas celestes y el cielo empíreo con todos sus habitantes y con el modo de poder acceder a él, en el que se puede observar la influencia de las concepciones platónica y aristotélica. A partir de los cuatro elementos (tierra, aire, agua y fuego), aparecen ordenados con numeración romana los siete astros celestes conocidos: Luna, Mercurio, Venus, Sol, Marte, Júpiter y Saturno, hasta llegar a los diferentes cielos, el Firmamento, el Primvm Mobile o Primer Motor y el cielo Cristallinum, donde aparecen representados las jerarquías de los diferentes coros angélicos y, en la parte superior, la Santísima Trinidad representada con tres figuras antropomórficas, iconografía de la Trinidad censurada por el Concilio del Trento, al representar al Espíritu Santo como otra persona y no como una paloma. El cuadro se convierte también en un compendio de la vida monástica y, así, sobre los votos monásticos (pobreza, obediencia y castidad) y la personificación de la Fe y la Humildad, se señalan las virtudes de vilitas y asperitas, por lo que el desprecio de sí mismo y la aceptación de las dificultades aparecen como las condiciones para el ascenso a través de la Puerta Augusta. Finalmente, una escalera de doce peldaños representa cada uno de los estadios necesarios para alcanzar la Gloria Divina, que recuerda a la famosa escalera de Jacob. A partir del deseo de Dios (Desiderivm), en el siglo XII, el cartujo Guigo II menciona una Scala Claustralium compuesta por cuatro grados: lectio, meditatio, oratio y contemplatio. A partir de la cual, en el siglo XIII, Buenaventura menciona una escalera de siete grados de la contemplación: Ignitio, Vnctio, Extasis, Especualtio, Gvstvs, Resquies y Gloria. Los escalones representan, por tanto, las tres vías místicas de San Juan de la Cruz: purgativa (grados 1 al 4), iluminativa (del 5 al 8) y unitiva (del 9 al 12). Tan sólo se encuentran representaciones pictóricas similares en la iglesia del Carmen de Antequera (Málaga), en el monasterio franciscano de la ciudad polaca de Kalwaria Zebrzydowska y en Cuzco (Perú), los cuales tomarían como modelo algún grabado de la época debido a la insólita temática dentro de la pintura religiosa coetánea.

### Nave de la Epístola
En el lado de la Epístola destacan dos retablos situados junto a la puerta de la sacristía dedicados a la Inmaculada Concepción (8 de diciembre), patrona de España desde el siglo XVII (Milagro de Empel), aunque su dogma no fue reconocido por la Iglesia Católica hasta el siglo XIX, en 1854, a través de la Bula Ineffabilis Deus de Pío IX. Uno de los retablos está formado por un gran lienzo del pintor madrileño Jerónimo López Polanco, que sigue el modelo de Inmaculada instaurado por Gregorio Fernández. De este retablo neoclásico cabe destacar también la puerta del sagrario con una tabla flamenca del siglo XVI de gran calidad con un Ecce Homo. El segundo retablo, rococó, ha perdido la talla original, destruida durante el incendio del 7 de diciembre de 1948, pues se encontraba expuesta en el altar al ser la víspera de la Inmaculada, siendo sustituida por una talla moderna de pasta de madera, conocidas como imágenes de Olot, producidas en serie a partir de un modelo. No obstante, destaca la pintura de la Virgen con el Niño que aparece en un tondo en el ático del retablo.
En esta nave se encuentra también el retablo dedicado a San Ildefonso (23 de enero), trasladado desde el baptisterio (antigua capilla de los Villadiego). Está formado por pinturas atribuidas a algún maestro castellano de principios del siglo XVI, en torno a 1539. Destacan las dos superiores, con imágenes de Juan Bautista: el Bautismo de Cristo y su Decapitación, así como la imagen central con la imposición de la casulla por la Virgen a San Ildefonso en la catedral de Toledo. En la hornacina superior, presenta también una talla de San Esteban, aunque no es la imagen original de este retablo, pues sustituye a una Virgen de plata, desaparecida. Flanqueando al retablo, se encuentran las tallas de la Virgen del Carmen (16 de julio) y San Antonio de Padua (13 de junio). 
Finalmente, nos encontramos un retablo barroco del siglo XVII, gemelo al de San José con el niño que se encuentra justo enfrente, dedicado a la Virgen del Populo con una pintura dedicada a la Virgen con el Niño y, en el ático, una talla de San Francisco. 
El órgano situado en el coro alto, construido a los pies del templo en 1570, es de 1754 obra del organista vallisoletano José Ballesteros, reformado entre 1794 y 1798 por el burgalés Tadeo Ortega. La caja, barroca, de madera de pino con pintura jaspeada en tonalidades verde, naranja y dorado, mide 8 metros de alto por 4 de ancho, pero el teclado o consola no es la original pues fue sustituida por una de transmisión eléctrica tras el incendio de 1948.

#### Sacristía y Museo Parroquial

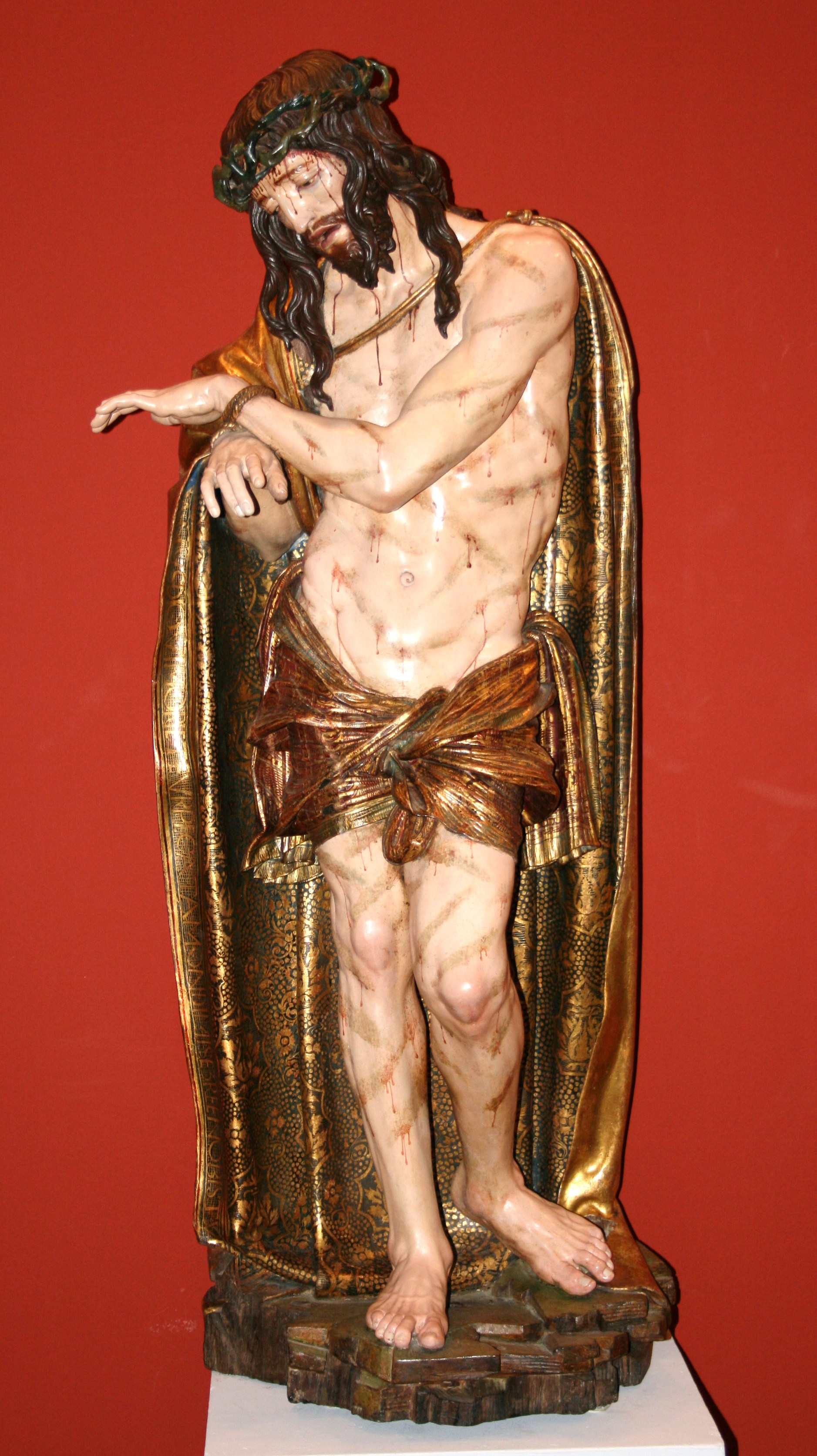
Ecce Homo, Diego de Siloé

La iglesia cuenta además con un pequeño museo parroquial en el que se conserva la platería y orfebrería litúrgica, en especial la cruz procesional, el cáliz expositor y el portapaz, realizados por un orfebre vallisoletano en plata sobredorada a comienzos del XVI y que habrían sido donados por los Acuña. 
Especialmente, cabe destacar la talla del Ecce Homo de Diego de Siloé (datada hacia 1525), quizá la obra de arte de mayor calidad de todo este notable conjunto y restaurada en 2006-2007 por Andrés Álvarez Vicente gracias a la iniciativa de la propia cofradía de la Vera Cruz. Esta talla pertenecía a una capilla del convento de San Agustín, cuyo patronazgo fue adquirido por Diego de Neira y Ana María de Salcedo y Hoyos en 1599. Sin embargo, tras la desamortización del convento en 1835, pasó a pertenecer a la Cofradía de la Vera Cruz, por lo que actualmente procesiona el Jueves Santo. Se encuentra flanqueado por dos tallas góticas del siglo XV que representan a San Antón y San Bartolomé, atribuidos a Alonso de Portillo y pertenecientes también a dicha Cofradía.
El museo se completa con diferentes objetos litúrgicos (cruces procesionales, cálices, coronas de la Virgen, vinajeras, navetas, relicarios, etc.), un cuadro de los santos Cosme y Damián, patrones de la medicina, un frontal de altar con un guadamecí o un cristo de marfil. Asimismo, cabe destacar algunos ejemplos de industria textil como el palio de seda que se sigue utilizando el día del Corpus Christi, así como dos ternos de casulla y dalmáticas, uno castellano de terciopelo e hilos de oro y plata con el escudo de los condes de Buendía, y otro de origen oriental, a excepción de la casulla, italiana, en forma de guitarra. 
El museo fue creado en la década de los ochenta por el párroco Javier del Río Sendino, posteriormente obispo de Tarija (Bolivia), en un cuarto anejo a la sacristía de la iglesia. La sacristía actual, por su parte, fue mandada construir por el obispo de Jaén e inquisidor general nacido en Dueñas Agustín Rubín de Ceballos en el siglo XVIII, de estilo neoclásico, y que también cabe reseñar por conservar la decoración de la época: cajoneras, arcones, cuadros y espejos, además de la decoración pictórica de la cúpula. 
Entre su decoración, cabe destacar seis cuadros barrocos, de influencia holandesa, que se encuentran en un mal estado de conservación pero presentan cierta calidad pictórica. Cinco de ellos representan diversas escenas de la Pasión de Cristo y uno de ellos (el único restaurado al haber participado en una exposición), que representa la mítica batalla de Clavijo, en el transcurso de la cual el apóstol Santiago prestó por primera vez su ayuda a las tropas cristianas, germen, por tanto, de su advocación como Santiago Matamoros. Cuenta también con tres espejos con marcos de ébano donados por Francisca López García y seis láminas doradas grabadas en cobre, compradas en la almoneda de Francisco Remolino.  
En las cuatro esquinas de la sacristía, dentro de hornacinas, aparecen esculturas barrocas del siglo XVII que representan a los cuatro padres de la iglesia latina: San Gregorio, San Agustín, San Ambrosio y San Jerónimo. Por último, sobre la puerta de entrada, además de la inscripción fundacional del obispo Rubín de Ceballos, aparece una reproducción del Santo Rostro de Jaén, diócesis de la que era obispo, así como un retrato del propio obispo Rubín, ubicado sobre la puerta de acceso al museo.

## Acontecimientos Históricos
- Bautizo de la primogénita de los Reyes Católicos, Isabel de Aragón, en octubre de 1470.
- Ceremonia de entrega del Toisón de Oro a Fernando el Católico por una embajada procedente de Borgoña encabezada por el señor de Bièvres, el 24 de mayo de 1474.
- Celebración de una serie de Juntas Generales presididas por el Contador Mayor Alonso de Quintanilla en el contexto de las Cortes de Madrigal de las Altas Torres entre mayo y agosto de 1476 con el objetivo de crear la Santa Hermandad.
- En el siglo XVI, presencia de los Austrias Carlos I y Felipe II a su paso por la villa. Carlos I en varias ocasiones (1520, 1523, 1527, 1539 y en su viaje de retiro a Yuste en 1556) y Felipe II en su viaje a Aragón en agosto de 1592.
- Incendio en la noche del 7 de diciembre de 1948, que dio lugar a una importante intervención entre 1948 y 1951.
- Traslado a la cripta de los restos mortales de Antonio Monedero Martín (fallecido en 1940) en octubre de 1951, coincidiendo con los actos de inauguración de la iglesia tras las obras acometidas debido al incendio de 1948 y que habían sido sufragadas con fondos del Instituto Nacional de la Vivienda, dirigido por su yerno Federico Mayo Gayarre.
- Entierro en la cripta de los restos mortales de Federico Mayo Gayarre en 1954.

## Archivo parroquial
En torno a 1997, el Archivo Parroquial de Dueñas (APD) fue convenientemente ordenado y clasificado, siendo instalado en cajas de conservación de archivo con una breve descripción de su contenido por Miguel Ruiz Prada, quien por aquel entonces, antes de ordenarse sacerdote, estuvo de ayudante en Dueñas, cuando ejercía de párroco Jesús Cano. Depositado desde entonces en una de las dependencias de la casa parroquial, recientemente (noviembre de 2024), ha sido trasladado al Archivo Diocesano de Palencia para garantizar su correcta conservación y preservación, pues cuenta con rica documentación seriada que data de principios del siglo XVI.
Los archivos parroquiales, en primer lugar, están formados por los llamados libros sacramentales, esto es, aquellos en los que se registra la administración de los principales sacramentos de la Iglesia Católica: bautismos, matrimonios o velaciones, entierros y, en ocasiones, confirmaciones. La obligatoriedad de recopilar esta información fue establecida por el Concilio de Trento (1545-1563), aunque en muchas parroquias se llevaba ya un control con anterioridad. Por lo que respecta a los bautismos, en Dueñas, el primer libro se inicia en 1529 y dispone de información seriada hasta la actualidad, salvo un pequeño vacío de doce años, entre 1547 y 1558. Asimismo, cabe destacar que se conserva también un libro con los bautismos de la iglesia de San Esteban, en la aldea de Valdeazadas, entre 1581 y 1641. Los libros de matrimonio se inician en 1592 y también presentan información seriada, salvo un pequeño vacío de seis años entre 1603 y 1608. Por último, los libros de defunciones son mucho más tardíos pues, en un primer momento (siglos XVI-XVII), se recogían tan sólo las mandas testamentarias de los difuntos con las misas, cabos de año o aniversarios que encargaban al cabildo parroquial, pero no un asiento de defunción como tal. Hemos de esperar a finales del siglo XVIII, a 1781, para que empiecen a asentar los entierros. 
Por otro lado, estos archivos conservan también diversa documentación de carácter administrativo y económico, que regulaba el funcionamiento de estas instituciones. Destacan, por ejemplo, los libros de visitas pastorales (en Dueñas, la primera conservada data de 1505, realizada por Juan Rodríguez de Fonseca, incluyéndose un detallado inventario no sólo de la parroquia, sino de todas las ermitas); los libros de inventarios de bienes (datando el más antiguo de 1626); libros de memorias, aniversarios y censos encargados por los fieles al cabildo parroquial; libros de fábrica, que recogen las cuentas (ingresos/gastos), tanto en moneda como en especie (trigo, cebada, etc.); libros de cuentas y tazmías; libros de apeos de tierras, etc. Gracias a lo cual, se puede reconstruir la historia de instituciones como estas, que desempeñan un importante papel en nuestra sociedad.

## Accesibilidad
Desde el año 2003, gracias al Convenio de Apertura de Monumentos suscrito por la Diputación y el Obispado de Palencia, la iglesia está abierta al público en los periodos de mayor afluencia turística en el siguiente horario:
- Horario de Semana Santa:

-Mañanas de 11:00 a 14:00
-Tardes de 16:00 a 19:00
- Horario de Verano

Incluye los tres últimos fines de semana de junio (viernes, sábado y domingo) y todos los días, excepto los lunes, de los meses de julio, agosto y septiembre, en el siguiente horario:
-Mañanas de 11:00 a 14:00
- Tardes de 17:00 a 19:30

## Galería de imágenes

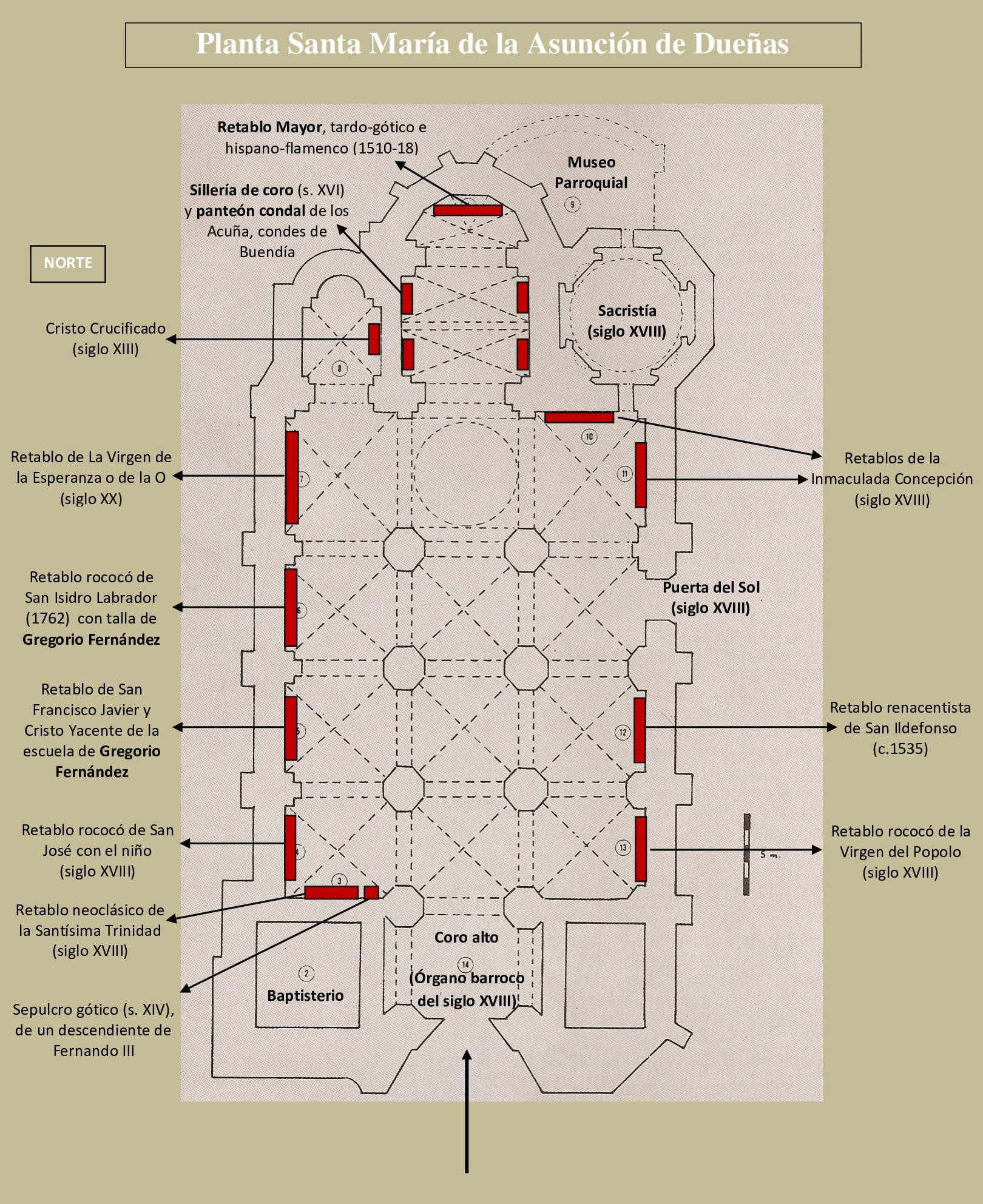
Planta de la iglesia de Santa María de la Asunción de Dueñas
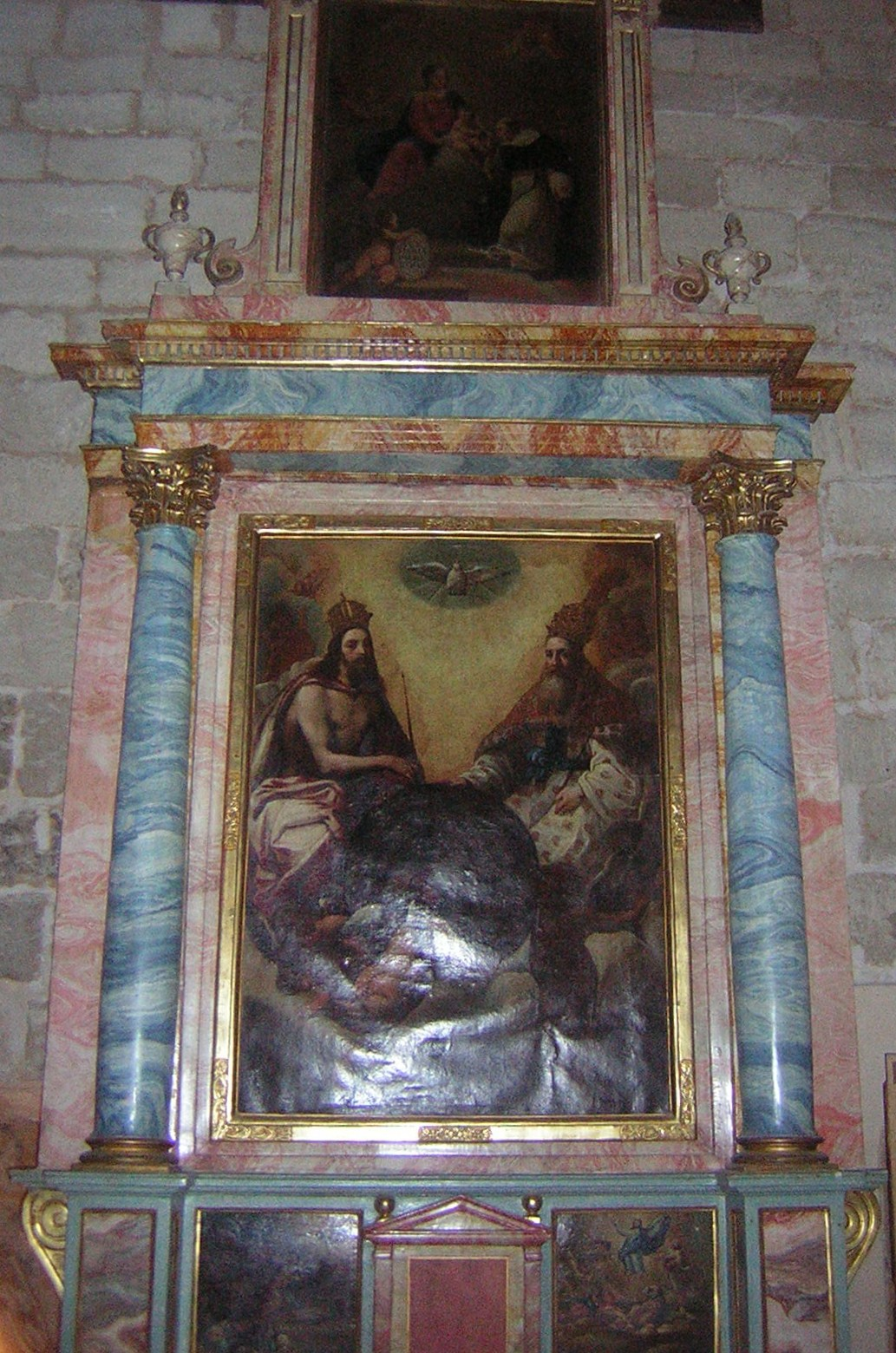
Altar de la Santísima Trinidad
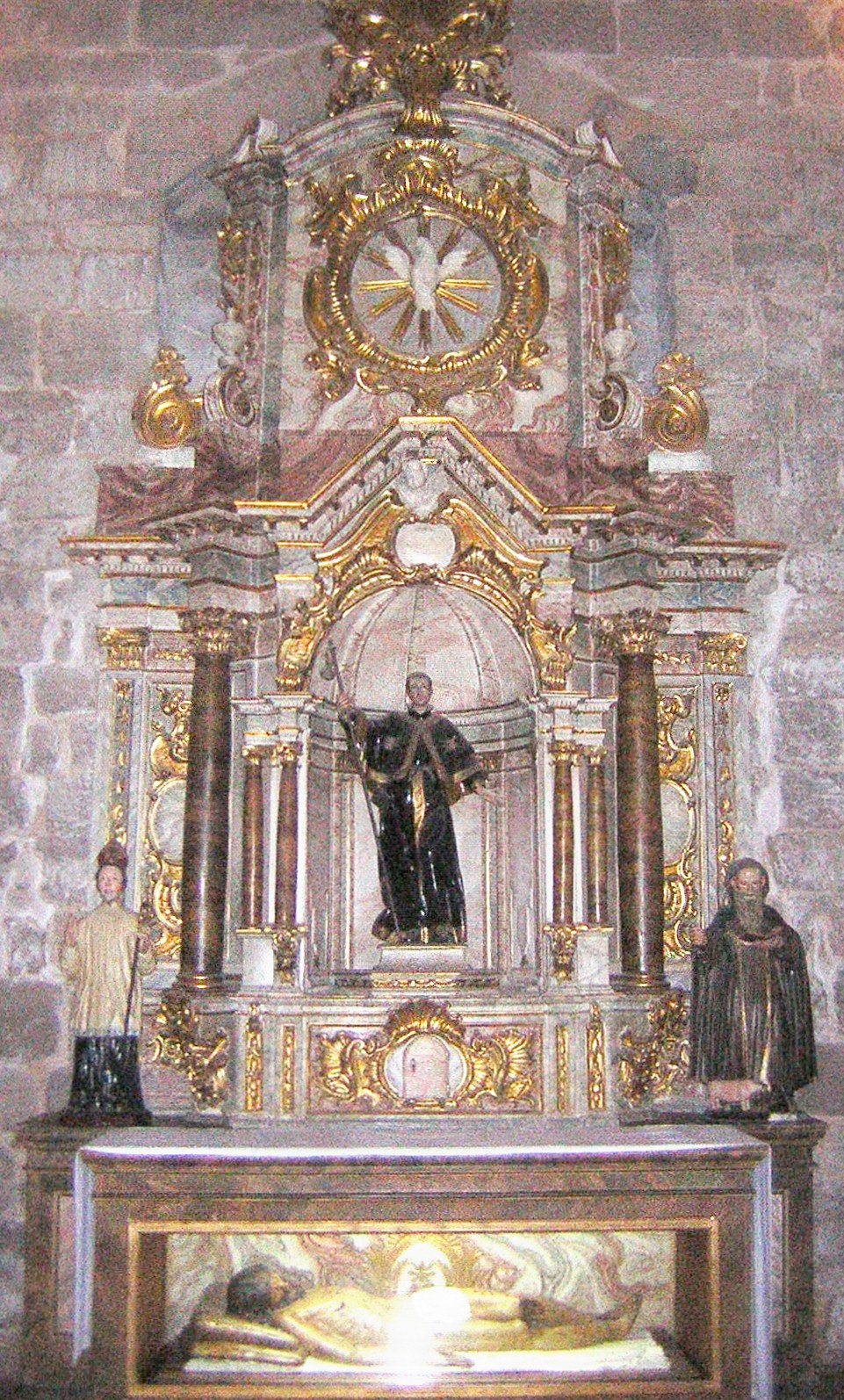
Retablo de San Francisco Javier
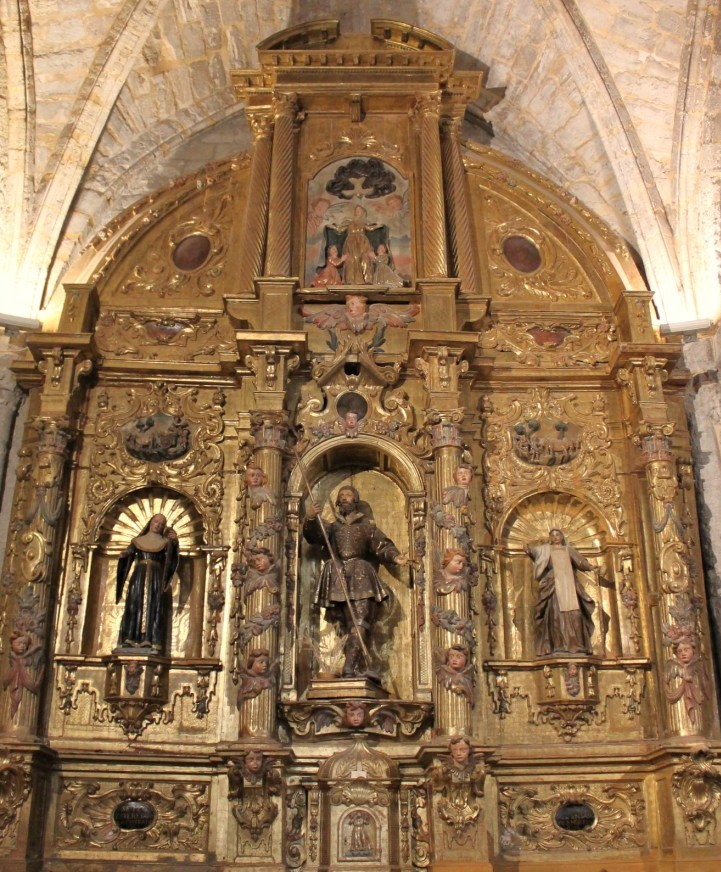
Retablo de San Isidro con la talla de Gregorio Fernández
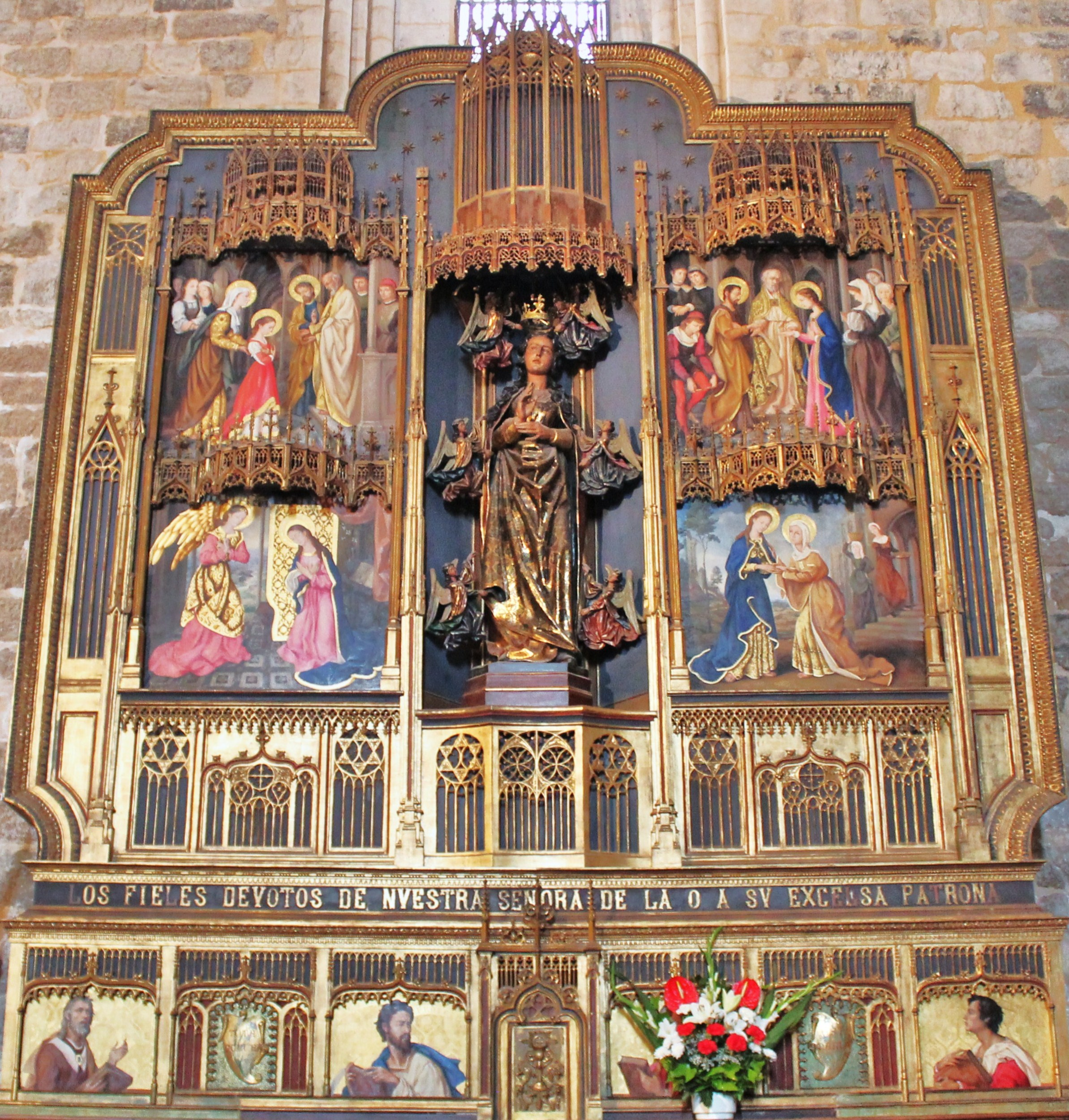
Retablo de la Virgen de la O, patrona de Dueñas
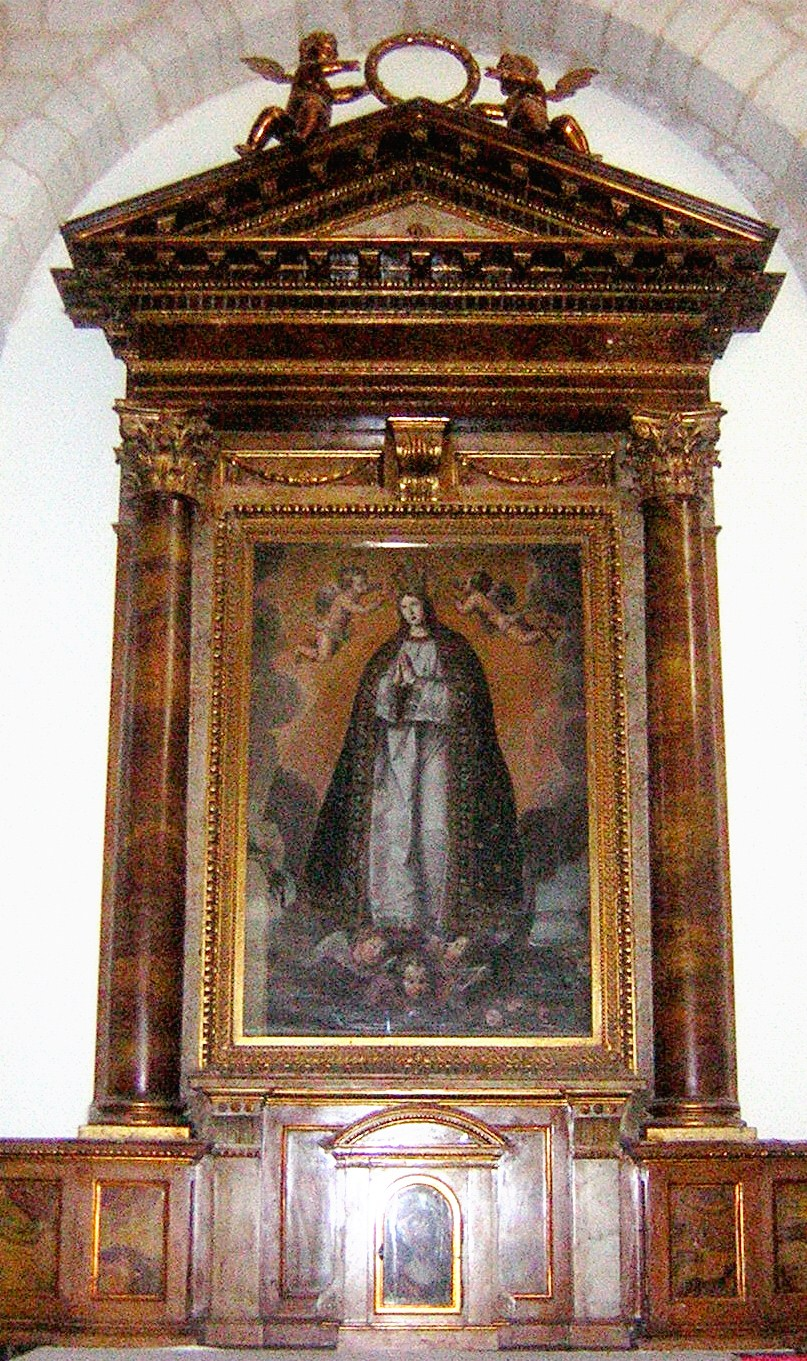
Retablo Inmaculada Concepción
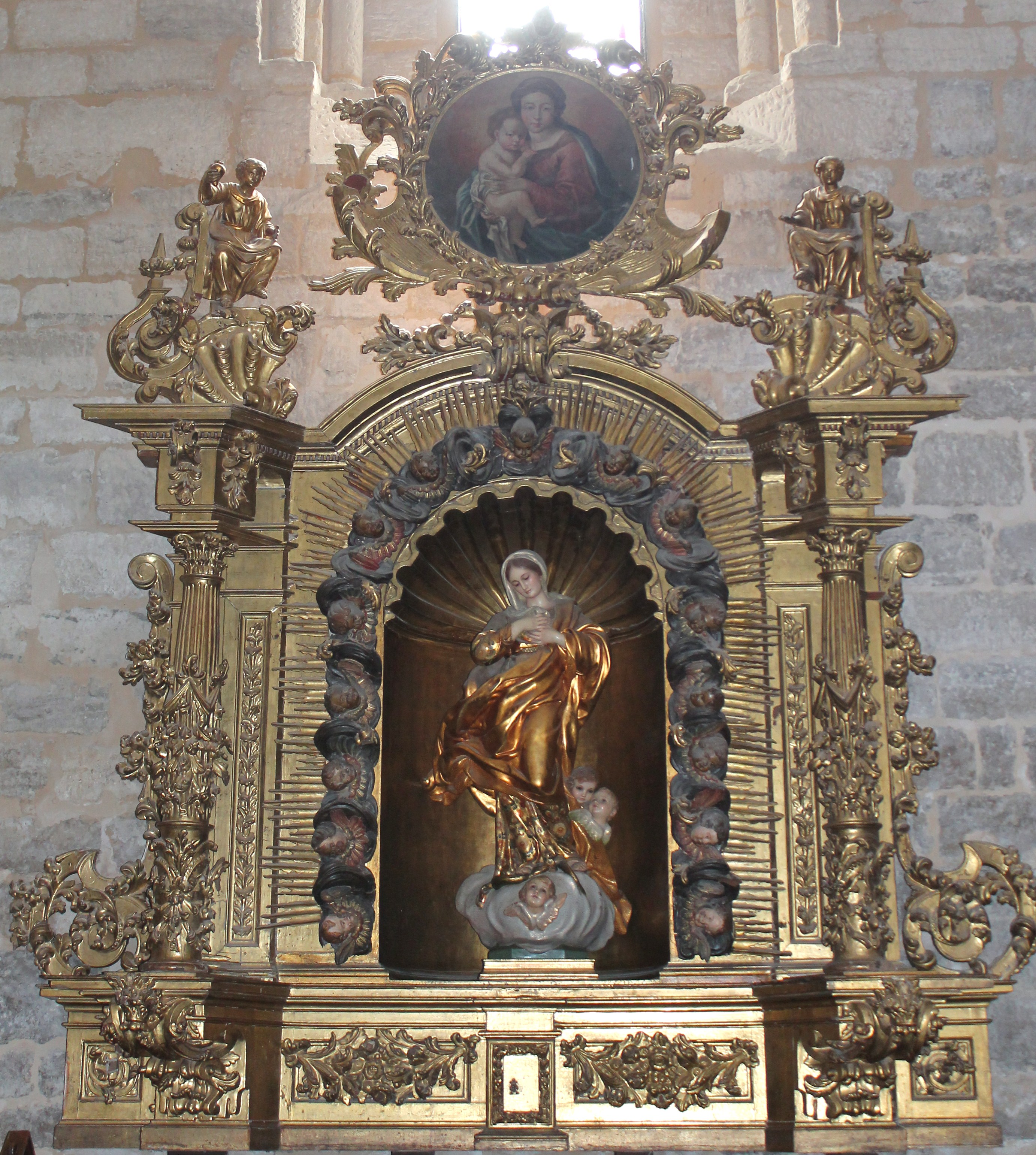
Retablo Inmaculada Concepción
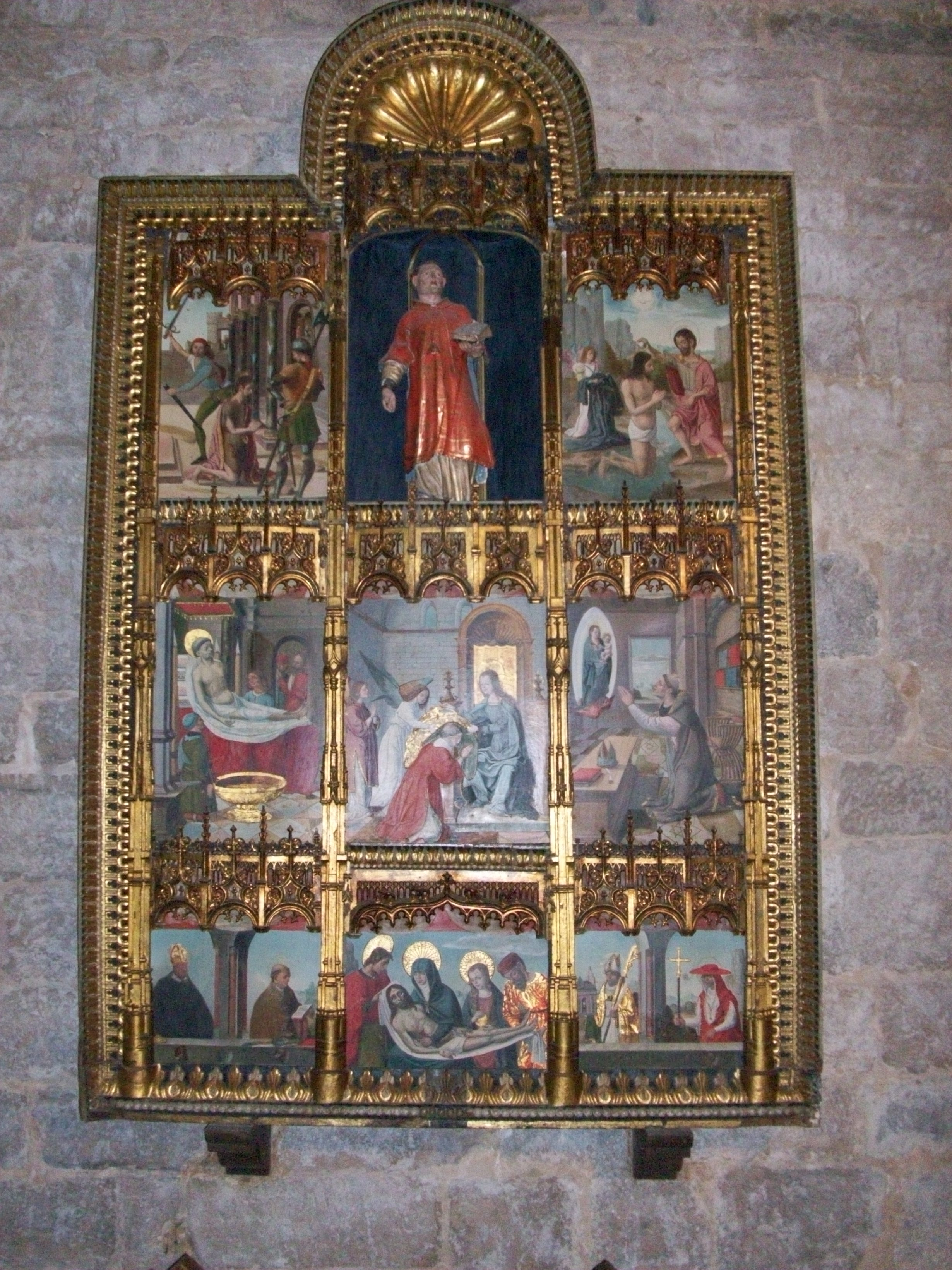
Retablo San Ildefonso